# Відношення порядку

діаграма Хаса дільників числа 60,
частково впорядкована за подільністю

Відно́шення поря́дку в математиці — бінарне відношення, яке є транзитивним та антисиметричним.
{\displaystyle \forall a,b,c:\;\;(aRb\land bRc\Rightarrow aRc)} (транзитивність),
{\displaystyle \forall a,b:\;\;(aRb\land bRa\Rightarrow a=b)} (антисиметричність).
Відношення порядку називається нестрогим, якщо воно рефлексивне
{\displaystyle \forall a:\;\;(aRa)}.
І навпаки, відношення строгого порядку є антирефлексивним
{\displaystyle \forall a:\;\;(\lnot aRa)}.
Відношення порядку називається повним (лінійним), якщо 
{\displaystyle \forall a,b:\;\;(aRb\lor bRa)} (повне відношення).
Повнота (лінійність) відношення порядку означає його рефлексивність, тому такий порядок завжди нестрогий.
Якщо умова повноти не виконується, і порядок є нестрогим, то відношення називають відношенням часткового порядку.
Зазвичай відношення строгого порядку (повного чи часткового) позначається знаком <, а відношення нестрогого порядку знаком {\displaystyle \leq }.

## Див.також
- Відношення еквівалентності
- Передпорядок — множина з відношенням передпорядку
- Частково впорядкована множина — множина з відношенням часткового порядку
- Лінійно впорядкована множина
- Цілком впорядкована множина
- Лема Цорна